# Stenotabanus pechumani
Stenotabanus pechumani är en tvåvingeart som beskrevs av Philip 1966. Stenotabanus pechumani ingår i släktet Stenotabanus och familjen bromsar. Inga underarter finns listade i Catalogue of Life.